# 贝尔加-温申多夫
贝尔加-温申多夫（德語：Berga-Wünschendorf，發音：[ˈbɛʁɡa ˈvʏnʃn̩dɔʁf]）是德国图林根州格赖茨县的城市，面积63.02平方千米，人口为人。该市镇于2024年1月1日由市镇埃尔斯特河畔贝尔加和埃尔斯特河畔温申多夫合并而成。